# Krucyfiks

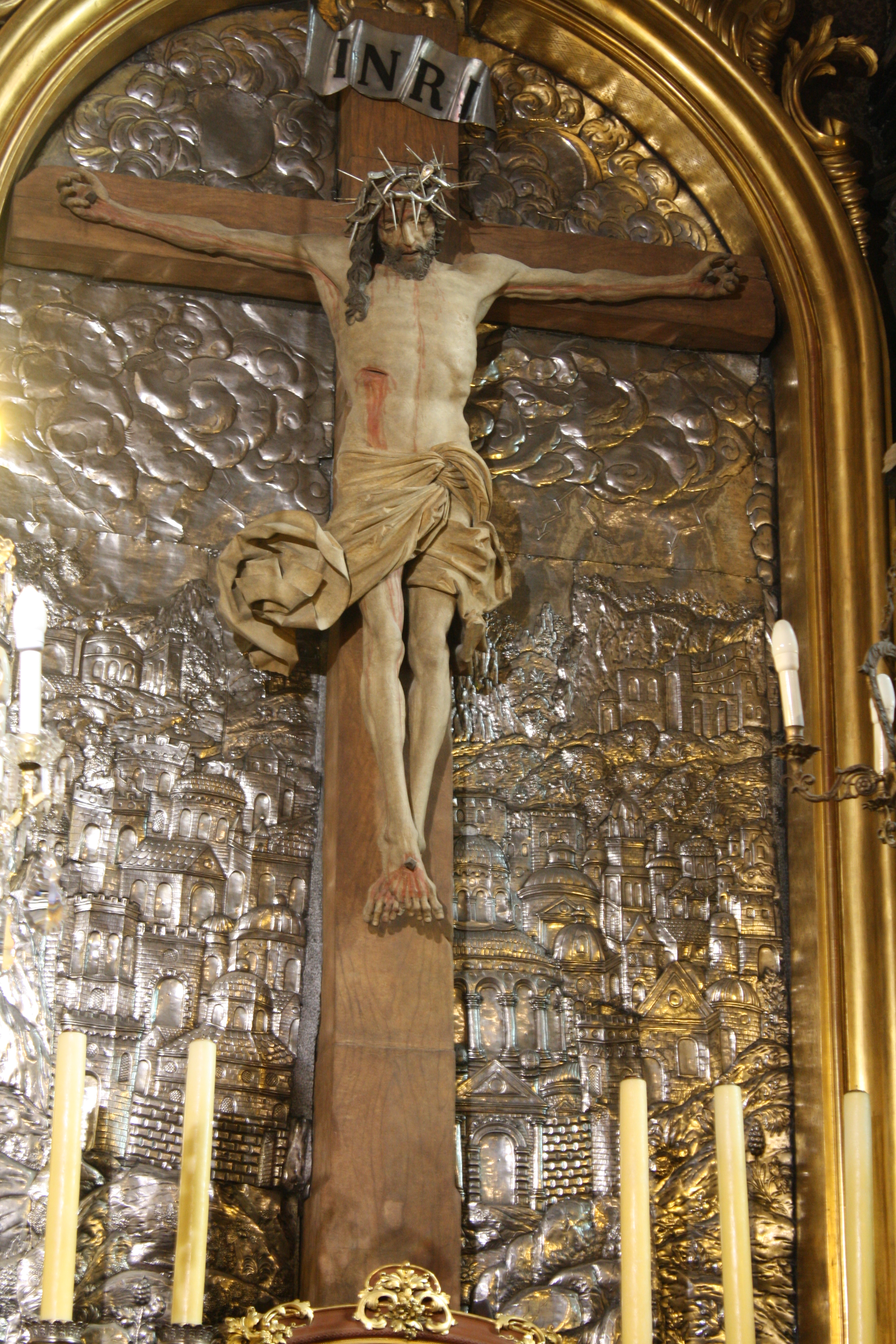
Krucyfiks Wita Stwosza w kościele Mariackim w Krakowie

Krucyfiks (łac. cruci fixus „przybity do krzyża”) – znak symboliczny wśród niektórych wyznań chrześcijańskich. Krzyż łaciński z  przybitą do niego postacią Jezusa Chrystusa. 
Postać Chrystusa początkowo malowano na krzyżu lub rzeźbiono w formie reliefu. Taki typ krucyfiksu popularny jest nadal w kulturze ikonograficznej chrześcijaństwa wschodniego. Późniejsza wersja z osobną figurą Chrystusa powstała w średniowieczu i jest powszechna w tradycji katolickiej oraz luterańskiej. 